# Гали (Удине)
Гали је насеље у Италији у округу Удине, региону Фурланија-Јулијска крајина.
Према процени из 2011. у насељу је живело 106 становника. Насеље се налази на надморској висини од 4 м.